# تام منلی
تام منلی (انگلیسی: Tom Manley (footballer)؛ ۷ اکتبر ۱۹۱۲ – ۴ ژوئیه ۱۹۸۸) یک بازیکن فوتبال اهل انگلستان بود.